# Ferran Gil i Moreno de Mora
Ferran Gil i Moreno de Mora   (Barcelona, 13 d'octubre de 1956), conegut al món del motociclisme com a Buffalo Gil, és un dels pilots catalans d'enduro i de raids amb un palmarès més extens. D'entre els seus nombrosos èxits en destaquen un Subcampionat mundial per equips als ISDE de La Cerdanya (1985), un Campionat d'Espanya d'enduro i un de Raids.
Gil ha participat onze vegades al Ral·li Dakar, havent estat l'únic català en fer-ho en motocicleta, cotxe i camió.

## Resum biogràfic
Nascut a Barcelona en una família nombrosa (amb cinc germans), ha viscut sempre a Vimbodí, Conca de Barberà, on la seva família regentava una finca a Riudabella. Per tant, es va criar en un entorn rural envoltat de boscos i natura. A deu anys, el seu pare li va regalar un PTV (una mena de Biscúter fabricat a Manresa, amb motor de dos temps de 250 cc i tres velocitats) amb el qual s'inicià en la conducció de vehicles per camins forestals, tot aprenent les tècniques del derrapatge, el control en situacions complicades, els salts, etc. Poc de temps després, a onze o dotze anys, va presenciar els "Dos Dies Internacionals" de l'Espluga de Francolí, històrica prova puntuable per al Campionat d'Europa d'enduro, aleshores anomenat Tot Terreny, despertant-se-li la dèria de dedicar-se a aquest esport.
La seva primera motocicleta fou una Montesa Cota 247 compartida amb son germà, però el trial no l'omplia i es dedicava a córrer pels camins amb aquella moto poc adequada per a això, fins que a 15 anys comprà, amb gran esforç, una antiga OSSA quatre velocitats amb què organitzava tota mena de competicions amb els seus germans, tots ells motoritzats (els bessons tenien sengles Bultaco Lobito, en Pau la Cota i en Pere una OSSA Enduro). El 19 de març de 1975, a 18 anys i amb el carnet de conduir acabat de treure, debutà en competició oficial als Dos Dies del Segre, acabant-hi tercer en júnior i essent un dels 9 únics participants que acabaran la prova dels 40 que la començaren.
De mica en mica es va anar centrant en el món de la competició, malgrat que en coincidir amb la crisi de la indústria motociclista catalana havia d'anar canviant de marca a mesura que les fàbriques tancaven. La seva implicació el feu deixar els estudis i tot el que guanyava treballant ho invertia en la seva carrera esportiva, fins que el 1985 abandonà la feina per tal de dedicar-se al cent per cent al motociclisme. Després d'alguns anys difícils, acumulà dos Subcampionats d'Espanya d'Enduro i nombroses participacions en el Campionat d'Europa i als Sis Dies, fins que el 1987 guanyà el seu Campionat d'Espanya.
En aquell moment Carles Mas, antic company seu a l'equip oficial de Montesa, el contractà com a "motxiller" en el seu acabat de crear Team Camper per al Ral·li París-Dakar de 1988. Tot i passar-hi moltes penalitats acabà en onzena posició, excel·lent per a un debutant. L'etapa a l'equip Camper durà tres anys, després dels quals deixà el Dakar per manca de patrocini i se centrà en els raids estatals durant cinc anys, aconseguint-hi diversos subcampionats i, finalment, el campionat de 1994 amb una KTM. El 1995 tornà al Dakar patrocinat per Autoescola UNI, encara que amb pocs mitjans, sense mecànic i amb una moto poc fiable. Tot i lesionar-se els lligaments d'un genoll a la tercera etapa, hi acabà en desena posició final.

### 1998, copilot d'automòbil
Amb UNI competí dos anys més, fins que Miguel Prieto el fitxà com a copilot del seu Mitsubishi, estrenant-se així al Dakar de 1988 sobre quatre rodes. L'any següent Carlos Sotelo el contactà per secundar-lo a l'equip d'Antena 3. El 2000 va participar en el Dakar pilotant un camió Mercedes 8X8 del Team Epsilon, formant part de l'estructura de suport a Salvador Servià, esdevenint així el primer català a córrer el Dakar en moto, cotxe i camió. Finalment, després de 25 anys de pilotar motocicletes, decidí fer un tomb a la seva carrera passant-se als cotxes definitivament. Arriscant els seus estalvis es comprà un Suzuki i el 2000 va córrer l'acabada d'estrenar Copa Jimny, aconseguint guanyar-la.
El 2002 fou seleccionat com a pilot per a l'equip Movistar-Repsol, que pretenia portar un SEAT Córdoba fins a les platges de Dakar. Al seu primer any com a pilot d'automòbil en el Ral·li, guanyà la primera etapa (encapçalant així la classificació general), i repetí triomf a la tercera.

## Actualitat
Gràcies a la seva vasta experiència en competició, Gil ha desenvolupat tota mena de feines relacionades amb el món del motor, entre les quals:
- Cronista d'enduro de la revista Solo Moto de 1994 a 1999
- Seleccionador estatal d'enduro els anys 1996 i 1997
- Dissenyador de la pista de la primera edició de l'Enduro Indoor de Barcelona (2000)

Actualment dirigeix l'empresa XRaids, dedicada a l'organització de viatges d'aventura i assistència en competició, a més de col·laborar en diversos mitjans com a pilot de proves i oferir els seus serveis com a especialista del motor.

## Palmarès en Enduro[4]
| Any          | Campionat d'Europa | Campionat d'Europa     | Campionat d'Europa | ISDE                   | C. d'Espanya      | C. d'Espanya                                                  | Altres              |
| Any          | Posició            | Med. Or                | Med. Argent        | ISDE                   | Posició           | Victòries                                                     | Altres              |
| ------------ | ------------------ | ---------------------- | ------------------ | ---------------------- | ----------------- | ------------------------------------------------------------- | ------------------- |
| 1975         | -                  | -                      | -                  | -                      | 2n Júnior (debut) |                                                               |                     |
| 1976         | -                  | -                      | -                  | -                      | 11è Sènior        |                                                               |                     |
| 1977         | -                  | -                      | -                  | 1a participació (CZ)   | 9è                |                                                               |                     |
| 1978         |                    | 1 (ESP)                | 1 (FRA)            |                        | 6è                |                                                               |                     |
| 1979         | 11è                | 2 (ITA i ESP)          | -                  |                        | 6è                |                                                               |                     |
| 1980         |                    | -                      | -                  |                        | 2n                | TT de Sant Llorenç de Morunys                                 |                     |
| 1981         |                    | 2 (GER i ESP)          | -                  | Or (ITA)               | 3r                | 2 Dies TT de Manresa                                          |                     |
| 1982         |                    | -                      | -                  |                        | 5è                | Enduro de La Selva Enduro Ciutat de Valls Enduro de Navarcles |                     |
| 1983         |                    | -                      | -                  |                        | 6è                | Enduro de La Selva Enduro de Ponts                            | Campió de Catalunya |
| 1984         |                    | -                      | -                  | Bronze (NL)            | 4t                | Enduro de Sant Martí de Tous Enduro de La Morcuera            |                     |
| 1985         |                    | -                      | 1 (ITA)            | 2n per equips Or (CAT) | 2n                |                                                               |                     |
| 1986         | 11è                | 4 (GB, FIN, GER i ESP) | -                  | Or (ITA)               | 5è                |                                                               |                     |
| 1987         |                    | 1 (CAT)                | -                  |                        | 1r                |                                                               | Campió de Catalunya |
| 1988         |                    | -                      | -                  |                        | ?                 |                                                               |                     |
| 1989         |                    | -                      | -                  |                        | 2n                |                                                               |                     |
| Total títols | 0                  |                        |                    |                        | 1                 |                                                               | 2                   |

## Palmarès en Raids[4]

### Palmarès en Motocicleta
| Any          | Ral·li Dakar           | C. d'Espanya | Altres                                                                                       |
| ------------ | ---------------------- | ------------ | -------------------------------------------------------------------------------------------- |
| 1985         | -                      |              | 8è Scratch en la Baja Montes Blancos                                                         |
| 1986         | -                      |              | 1r en 250 cc i 5è scratch a la Baja Montes Blancos Vencedor absolut a la Travesía de Almería |
| 1987         | -                      | 3r           | Vencedor Scratch a la Baja Aragón                                                            |
| 1988         | 11è (debut a la prova) |              |                                                                                              |
| 1990         | 10è                    |              |                                                                                              |
| 1991         | ?                      | 2n           |                                                                                              |
| 1992         | -                      | 2n           |                                                                                              |
| 1993         | -                      | 2n           | 1r en 250cc i 4t scratch a la Baja Aragón                                                    |
| 1994         | -                      | 1r           |                                                                                              |
| 1995         | 10è                    |              | 4t Scratch Ral·li de Tunísia                                                                 |
| 1997         | 12è                    |              |                                                                                              |
| Total títols | 0                      | 1            |                                                                                              |

### Palmarès en Automòbil i Camió
| Any          | Ral·li Dakar                 | Altres               |
| ------------ | ---------------------------- | -------------------- |
| 1998         | 9è                           |                      |
| 2000         | Participació en Camió T-5    | 1r Copa Suzuki Jimny |
| 2002         | Guanyador de 2 etapes (SEAT) |                      |
| 2003         | 19è (Mercedes)               |                      |
| Total títols | 0                            | 1                    |